# Моспине
Мо́спине (до 1938 — село Махорівка) — місто Донецької міської громади Донецького району Донецької області, Україна. Входить до складу Донецько-Макіївської агломерації. Займає територію 12 км².

## Загальний опис
Розташоване в центральній частині області на річці Грузька (притока Кальміусу, басейн Азовського моря).
На одного жителя припадає 267 м² зелених насаджень. Середня температура січня −6,5, липня +22. За рік випадає 500 мм опадів.

## Історія
Засноване в 1800 році як село Махорівка. Постраждало внаслідок геноциду українського народу, вчиненого урядом СРСР у 1932—1933 роках, кількість встановлених жертв — 429 людей.
1938 року набуло статус міста та нову назву — Моспине.
Під час Другої світової війни 2600 жителів Моспиного були на фронті, 623 людини не повернулися з війни, орденами й медалями було нагороджено 487 осіб.
З 1958 року підпорядковане Донецькій міській раді Донецької області.
У середині 1970-х років у місті було 6 шкіл, у яких викладали 166 вчителів та навчалося 2853 учня. Було 2 клуби на 500 місць, 3 бібліотеки з фондом понад 35 тис. книжок, лікарня, аптека. В місті працювало 110 медпрацівників, у тому числі 32 лікаря.
З 1980 року місто входить до складу Пролетарського району Донецька.

## Війна
30 липня 2014-го українські сили в ході проведення антитерористичної операції під час розвідувальних дій знищили понад 50 терористів, згодом іще снайпера і вогневу точку. 15 серпня біля Моспиного під час наступу сили АТО оточили загони бойовиків. Вночі з 18 на 19 серпня місто обстрілювали з артилерії бойовики, у результаті повністю зруйновані багато житлових будинків. Через потрапляння снарядів виникла пожежа в школі № 151, внаслідок чого дах і третій поверх школи були знищені вогнем.

## Населення

### Мова
Розподіл населення за рідною мовою за даними перепису 2001 року:
| Мова            | Кількість | Відсоток |
| --------------- | --------- | -------- |
| російська       | 10969     | 93.47%   |
| українська      | 745       | 6.35%    |
| білоруська      | 2         | 0.02%    |
| грецька         | 1         | 0.01%    |
| румунська       | 1         | 0.01%    |
| інші/не вказали | 17        | 0.14%    |
| Усього          | 11735     | 100%     |

За даними перепису 2001 року населення міста становило 11735 осіб, із них 6,35 % зазначили рідною мову українську, 93,47 % — російську, 0,02 % — білоруську, 0,01 % — молдовську.
За період з 1970 р. скоротилося більш ніж на 30 %.
Історична динаміка чисельності населення
| рік  | населення |
| ---- | --------- |
| 1939 | 14 986    |
| 1959 | 18 002    |
| 1970 | 16 955    |
| 1975 | ~17 100   |
| 1979 | 14 638    |
| 1989 | 13 494    |
| 2001 | 11 736    |
| 2005 | 11 265    |
| 2010 | 10 827    |
| 2014 | 10 745    |

## Промисловість
Понад 40 % зайнятих в народному господарстві працюють у промисловості. Основні підприємства: шахта «Моспинська», центральна збагачувальна фабрика «Моспинська», ремонтний-механічний завод, молочний, хлібний заводи.
Моспинський ремонтний-механічний завод (РМЗ) створений в 1946 р. На підприємстві діють ливарне, ковальсько-пресове, інструментальне, модельне та інші виробництва. РМЗ обслуговує збагачувальні фабрики Донецької, Луганської, Дніпропетровської областей. Виготовляє земснаряди, скреперні лебідки, насоси, механізми для шахт, зварні труби, батарейні пиловловлювачі, повітродувки, осадкові машини для збагачення, центрифуги, стрічкові конвейєри, замочну арматуру, гідроциклони, калорифери тощо — усього понад двох тисяч найменувань виробів. За замовленням церковнослужителів на заводі за старовинними технологіями почали відливати дзвони. На підприємстві використовується технологія покриття виробів і запчастин до машин і механізмів монолітним полікристалічним карбідом кремнію — дуже міцним матеріалом. Завдяки йому в 10-12 разів підвищується їх зносостійкість.
|                     |
| Шахта «Моспинська». |

|                                              |
| Моспинська центральна збагачувальна фабрика. |

|                                                        |
| Відвал моспинської центральної збагачувальної фабрики. |

## Соціальна сфера
На території міськради діють 2 дитячих дошкільних установи, 5 загальноосвітніх шкіл, лікарня. Недавно[коли?] споруджений храм святих Петра і Павла.

## Відомі люди
- Володимир Біляїв — український письменник і журналіст, громадсько-політичний та культурний діяч, член-кор. УВАН у США (1984). Член Національної спілки письменників України 1995. Спікер Національної Ради Державного Центру УНР (1980—1984 рр.), керівник української редакції радіостанції «Голос Америки» (до 1998 р.).